# Ma Tovu
Ma Tovu (forma hebraica de "Que boas" ou "Quão agradáveis") é uma oração do judaísmo que expressa reverência e respeito pelas sinagogas e pelos outros lugares de adoração.
A oração começa com o verso bíblico que está em Números 24:5, onde Balaão, enviado para maldizer os israelitas, faz o contrário em admiração a Deus e às suas casas de adoração. O primeiro verso é uma parte da bênção de Balaão, sendo assim a única oração comumente usada nas reuniões judias que foi escrita por um não-judeu. O restante do texto se encontra nos Salmos, relatando a entrada na casa de oração e a preparação de novas orações (Salmos 5:8, 26:7, 95:6 e 69:13). É nesse espírito que a oração é recitada pelos judeus ao entrarem na sinagoga.

## Texto em hebreu
מה טבו אהליך יעקב, משכנותיך ישראל. (1 Números 24:5 

ואני ברב חסדך אבוא ביתך אשתחוה אל היכל קדשך ביראתך.  (2  Salmos 5:7 

3)  .ה׳ אהבתי מעון ביתך, ומקום משכן כבודך  Salmos 26:8 

ואני אשתחוה ואכרעה, אברכה לפני ה׳ עשי.   (4  Salmos 95:6 

5)  .ואני, תפלתי לך ה׳, עת רצון, אלהים ברב חסדך, ענני באמת ישעך Salmos 69:13

## Transliteração
Ma tovu ohalekha Ya'akov, mishk'notekha Yisra'el.

Va'ani b'rov hasd'kha, avo veytekha,

Eshtahaveh el heikhal kodsh'kha b'yir'atekha.

Adonai ahavti m'on beitekha, um-kom mishkan k'vodekha.

Va'ani eshtahave v'ekhra'a.

Evr'kha lifnei Adonai osi.

Va'ani t'filati l'kha Adonai et ratzon.

Elohim b'rov hasdekha aneini b'emet yish'ekha.

## Tradução
Quão boas são as tuas tendas, oh Jacob; tuas moradas, oh Yisrael
Porém eu, confiando na multidão da Tua misericórdia, entrarei na Tua casa e me prostrarei ante do Teu santo santuario, estando cheio do Teu temor.
ETERNO, eu amei a morada da Tua casa e o lugar de onde habita a Tua Glória.
E abençoarei diante de Ti, oh ETERNO, meu Senhor. Seja, Oh ETERNO, nesta hora de minha prece, hora favorável diante de Ti: O ETERNO ouve-me com a multidão da Tua misericórdia, responde-me segundo a verdade da Tua salvação.

## Música sagrada
Muitos compositores modernos escreveram configurações musicais para Ma Tovu, incluindo: 
- Robert Strassburg (1915-2003) «www.worldcat.com» (em inglês) «www.milkenarchive.org» (em inglês)